# Албанци у Северној Македонији
Албанци у Северној Македонији (алб. Shqiptarët në Maqedoninë e Veriut, мкд. Албанци во Северна Македонија) најмногобројнији су мањински народ у Северној Македонији. Укупан број Албанаца у Северној Македонији је 446.246 према попису из 2021. године.
Албанци су се на простор данашње Северне Македоније почели досељавати након средине 18. века. Према османском попису становништва од 1430. до 1431. године, на простору данашње Македоније уопште није било Албанаца. Већ средином 15. века, током процеса исламизације мали број Албанаца се почео досељавати на простору Македоније као османски војници и најамници, али не у великом броју. Према османском попису од 1452. до 1453. године, на територији данашње Македоније забиљежене су само 32 албанске породице, од тога 31 породица у Тетову и једна католичка породица у Скопљу.
Албански језик у Северној Македонији је присутан на свим нивоима образовног процеса, од основног, средњег до високог. У Скопљу и Тетову постоји албанско позориште.

## По општинама
По општинама према попису становништва 2002. албанска заједница чини већину у:
1. Тетову (70,3% са 60.886 лица),
2. Гостивару (66,4% са 54.038 лица),
3. Струги (56,8% са 36.029 лица),
4. Кичеву (општина у новим границама1, 54,5% са 30.932 лица),
5. Боговињу (95,2% са 27.614 лица),
6. Липкову (97,4% са 26.360 лица),
7. Желину (99,2% са 24.195 лица),
8. Врапчишту (83,1% са 21.101 лица),
9. Теарцу (84,4% са 18.950 лица),
10. Студеничанима (68,3% са 11.793 лица),
11. Дебру (62,2% са 11.348 лица),
12. Арачинову (93,8% са 10.879 лица) и
13. Брвеници (61,6% са 9.770 лица),

а значајано становништво чине и у
1. Граду Скопљу (20,49% са 103.891 лица, од тога чине већину у градским општинама Чаир (57,0% са 36.921 лица) и Сарај (91,5% са 32.408 лица)),
2. Куманову (25,9% са 27.290 лица),
3. Јегуновцу (43,0% са 4.642 лица),
4. Долненима (26,7% са 3.616 лица) и
5. Чашки (35,2% са 2.703 лица).

1 — 2013. године општина Кичево је значајно повећана прикључењем 4 суседне сеоске општине (Вранештица, Другово, Зајас и Осломеј).

## Парламентарне политичке странке Албанаца у Северној Македонији
- Демократска унија за интеграцију
- Покрет Беса
- Демократска партија Албанаца
- Коалиција "Алијанса за Албанце" (ДР-АДП, УНИТЕТИ, НДП)